# Alburnoides bipunctatus
Alburnoides bipunctatus је зракоперка из реда Cypriniformes и фамилије Cyprinidae.

## Угроженост
Ова врста је наведена као последња брига, јер има широко распрострањење и честа је врста.

## Распрострањење
Ареал врсте Alburnoides bipunctatus обухвата већи број држава. 
Врста је присутна у Италији, Грчкој, Авганистану, Ирану, Француској, Албанији, Туркменистану, Русији, Кини, Пољској, Немачкој, Србији, Мађарској, Румунији, Украјини, Белорусији, Турској, Пакистану, Ираку, Босни и Херцеговини, Бугарској, Холандији, Црној Гори, Македонији, Лихтенштајну, Литванији, Луксембургу, Летонији, Словачкој, Словенији, Чешкој, Естонији, Хрватској, Молдавији, Јерменији, Аустрији, Азербејџану, Белгији, Грузији, Кувајту, Киргистану, Сирији, Таџикистану и Узбекистану.

## Станиште
Станишта врсте су речни екосистеми и слатководна подручја у брдовитим пределима, са брзим водама пуним кисеоника.